# Lomma
Lomma este un oraș în Suedia.

## Demografie
| \| Evoluția demografică a zonei urbane Lomma, 1970–2015 \| Evoluția demografică a zonei urbane Lomma, 1970–2015 \| Evoluția demografică a zonei urbane Lomma, 1970–2015 \| Evoluția demografică a zonei urbane Lomma, 1970–2015 \| Evoluția demografică a zonei urbane Lomma, 1970–2015 \| \| --------------------------------------------------------------------------------------- \| ---------------------------------------------------- \| ---------------------------------------------------- \| ---------------------------------------------------- \| ---------------------------------------------------- \| \| An \| \| \| Locuitori \| \| \| 1970 \| 1970 \| \| 6.419 \| 6.419 \| \| 1975 \| 1975 \| \| 7.396 \| 7.396 \| \| 1980 \| 1980 \| \| 6.891 \| 6.891 \| \| 1990 \| 1990 \| \| 7.665 \| 7.665 \| \| 1995 \| 1995 \| \| 8.156 \| 8.156 \| \| 2000 \| 2000 \| \| 8.373 \| 8.373 \| \| 2005 \| 2005 \| \| 8.820 \| 8.820 \| \| 2010 \| 2010 \| \| 10.837 \| 10.837 \| \| 2015 \| 2015 \| \| 12.368 \| 12.368 \| \| Sursa: SCB - Statistika Centralbyrån, Folkmängden per tätort. Vart femte år 1960 - 2016 \| \| \| \| \| |      |  |           |        |
| Evoluția demografică a zonei urbane Lomma, 1970–2015 |      |  |           |        |
| An |      |  | Locuitori |        |
| 1970 | 1970 |  | 6.419     | 6.419  |
| 1975 | 1975 |  | 7.396     | 7.396  |
| 1980 | 1980 |  | 6.891     | 6.891  |
| 1990 | 1990 |  | 7.665     | 7.665  |
| 1995 | 1995 |  | 8.156     | 8.156  |
| 2000 | 2000 |  | 8.373     | 8.373  |
| 2005 | 2005 |  | 8.820     | 8.820  |
| 2010 | 2010 |  | 10.837    | 10.837 |
| 2015 | 2015 |  | 12.368    | 12.368 |
| Sursa: SCB - Statistika Centralbyrån, Folkmängden per tätort. Vart femte år 1960 - 2016 |      |  |           |        |